# Infantry Tank Mk IV Churchill
Der Churchill oder Tank, Infantry, Mk IV (A22) war ein schwerer britischer Sturmpanzer zur Infanterieunterstützung (engl. „infantry tank“), der ab 1942 im Zweiten Weltkrieg von Truppen des Commonwealth und der Sowjetunion eingesetzt wurde und noch bis in den Koreakrieg eingesetzt wurde. Das Fahrzeug war nach dem britischen Premierminister Winston Churchill benannt.

## Planung und Produktion

### Planung und Weiterentwicklung

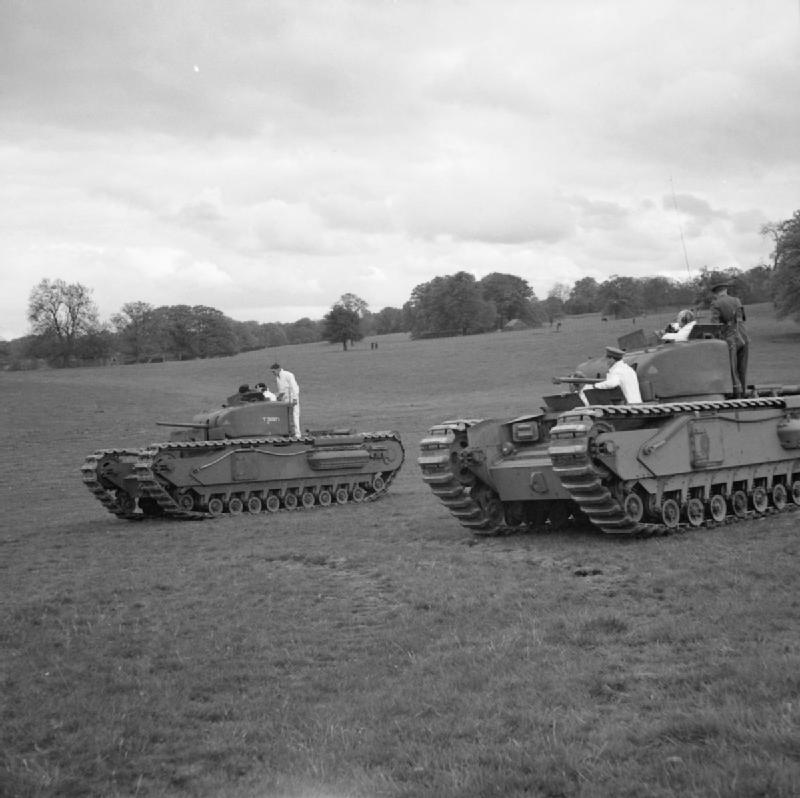
Premierminister Churchill bei der Inspektion der ersten beiden Serienfahrzeuge (im weißen Overall im Turmluk des vorderen Fahrzeuges.)

Die ersten Überlegungen zur Entwicklung des Churchills gehen in das Jahr 1939 zurück, als ein Ersatz für den Infanteriepanzer Matilda II gesucht wurde. Die mit der Entwicklung beauftragte Firma Vauxhall orientierte sich bei der Konstruktion des neuen Panzers an den Erfordernissen des Ersten Weltkrieges. Der Panzer sollte in der Lage sein, schwerstes Gelände zu durchqueren und dem Beschuss aller bekannten gegnerischen Panzerabwehrwaffen standhalten. Die Bewaffnung wurde als nachrangig betrachtet und sollte lediglich angemessen sein, die Geschwindigkeit spielte bei den Planungen keine bedeutende Rolle, da der Panzer im Szenario eines Grabenkrieges nur mit der Infanterie Schritt zu halten brauchte. Allerdings sollte der neue Panzer auf einem gewöhnlichen Eisenbahnwaggon Platz finden, was die Breite beschränkte und nur den Einbau kleinerer Panzertürme und damit auch -kanonen erlaubte.
Daher wurde der Aufbau der britischen Panzer aus dem Ersten Weltkrieg adaptiert und die Ketten bis über die Oberkante der Wanne geführt. Überlegungen, eine Hauptbewaffnung, bestehend aus zwei 2-Pfündern (40-mm-L/52) in erkerähnlichen Vorbauten an den Seiten – ähnlich der Anordnung im Mark I – unterzubringen, wurden verworfen und man entschied sich, ein 2-Pfünder-Geschütz in einem Drehturm auf der Wannenoberseite zu positionieren und eine 3-Zoll-Haubitze (76 mm L/25) in der Wanne neben dem Platz des Fahrers zu platzieren. Die Luftschlacht um England hatte gerade begonnen, so dass aus Gründen der Moral dem A22 die Bezeichnung „Churchill“ gegeben wurde.
Die Besatzung war entsprechend der Bewaffnung im Vergleich zu anderen Fahrzeugen der Zeit um einen Richtschützen für die 76-mm-Haubitze in der Wanne aufgestockt und bestand aus dem Kommandanten, dem Fahrer, zwei Richtschützen und einem Ladeschützen. Die Wanne war in vier Bereiche eingeteilt: Den Fahrer-, Motor-, Getriebe- und den Kampfraum inklusive Turm. Die Wanne bestand aus 12,7 mm starkem, normalen Stahlblech, auf das die einzelnen Panzerplatten aufgeschraubt oder aufgenietet wurden, so dass bis zu 102 mm Panzerung an der bestgeschützten Stelle des Mark I erreicht wurden. Die Wanne ruhte auf elf Laufrollen pro Seite, von denen aber nur neun den Panzer direkt trugen. Diese hohe Anzahl an Laufrollen sorgte dafür, dass der Panzer selbst mit einigen beschädigten Laufrollen noch weiterfahren konnte.
Weiterhin verwendete man zunehmend gegossene Türme für die frühen Churchill-Varianten, weil deren Herstellung weniger Arbeitsschritte und Personal erforderte und das Ergebnis ein widerstandsfähiger Turm war, bei dem keine Gefahr bestand, dass abgeplatzte Niete im Fahrzeuginneren herumflogen. Nachteilig blieb das hohe Gewicht. Als es nötig wurde, die schwerere 6-Pfünder-(57-mm-L/50)-Kanone im Turm zu verbauen, wurden geschweißte Türme verwendet, um Gewicht einzusparen.
Als Antrieb des Churchill diente ein ursprünglich für Lastkraftwagen entwickelter, 350 PS leistender 12-Zylinder-Ottomotor von Bedford (GM), mit dem im Gelände eine Höchstgeschwindigkeit von 13 km/h erreicht wurde.

### Produktion
Die Produktion begann übereilt und auf persönliche Weisung von Premierminister Churchill. Er hatte dem Projekt im Juni 1940 Priorität gegeben und 500 bis 600 Fahrzeuge bis März 1941 gefordert. Im November 1940 wurde der erste Prototyp fertiggestellt und im gleichen Jahr ein Auftrag über 500 Stück erteilt. Ein Konsortium aus verschiedenen Unternehmen der Automobilindustrie, Lokomotiv- und Waggonbauern wurde gebildet, um den umfangreichen Auftrag abzuarbeiten. Die Leitung lag beim Konsortialführer Vauxhall Motors (GM), hinzu kamen: Broom & Wade, Metro Cammell, Charles Roberts & Company, Leyland Motors, Dennis Brothers, Newton, Chambers & Co., Gloucester Railway Carriage and Wagon Company, Harland & Wolff.
Im Juni 1941 liefen die ersten Churchill Mk I den Einheiten zu. Sie waren noch mit zahlreichen Mängeln behaftet, die erst nach und nach abgestellt wurden. Frühe Churchill-Varianten konnten nur rund 250 mi (ca. 400 km) zurücklegen, bevor Motor oder Getriebe ausfielen, während zum Beispiel der zeitgenössische Valentine-Panzer knapp 950 mi (ca. 1.530 km) schaffte, bevor es zu Ausfällen kam. Dabei waren die Churchills vor Ende 1942 praktisch noch nirgends im Feindeinsatz, die meisten der zu den Sowjets verschifften Exemplare gingen auf dem Seeweg verloren. Eine Überarbeitung der Produktion im Sommer 1942 verbesserte die Qualität. Die Wartungsintervall der Churchill-Modelle stieg auf rund 500 mi (ca. 800 km). Insbesondere gegen den Afrikafeldzug in Nordafrika waren Distanzen „auf Kette“ zu überbrücken, ein halbes Dutzend solcher Churchills war dort Ende 1942 testweise im Einsatz.
Im House of Commons von Parlamentariern im Juli 1942 in einer Debatte wegen seiner Genehmigung für das unausgereifte Projekt zur Rede gestellt, entgegnete Winston Churchill:

“This tank had many defects and teething troubles, and when these became apparent the tank was appropriately re-christend the „Churchill“…”

„Dieser Panzer hatte viele Macken und Anfangsschwierigkeiten, und als diese offensichtlich wurden, wurde der Panzer passenderweise in „Churchill“ umbenannt…“

1943 sollte die Produktion zugunsten des erfolgreichen A27-Cruiser-Panzers eingestellt werden. Aufgrund der erfolgreichen Schlachten in Afrika wurde der Churchill jedoch weiterproduziert. Insgesamt wurden 4276 Stück der Standardvarianten und 917 Stück der besser gepanzerten Versionen hergestellt.
Die Firma Vauxhall war spät im Krieg mit dem Bau eines besser gepanzerten und bewaffneten Churchill beauftragt worden, dem Black Prince. Er wog rund 50 Tonnen und sollte die Ordnance QF 17-pounder 76,2-mm-L/55-Kanone tragen, kam jedoch nie über das Prototypstadium hinaus.

### Einsätze

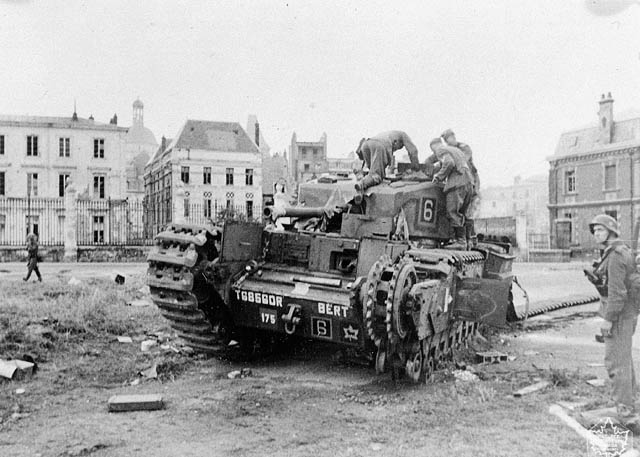
Churchill Mk III „Bert“ nach den Kämpfen um Dieppe 1942

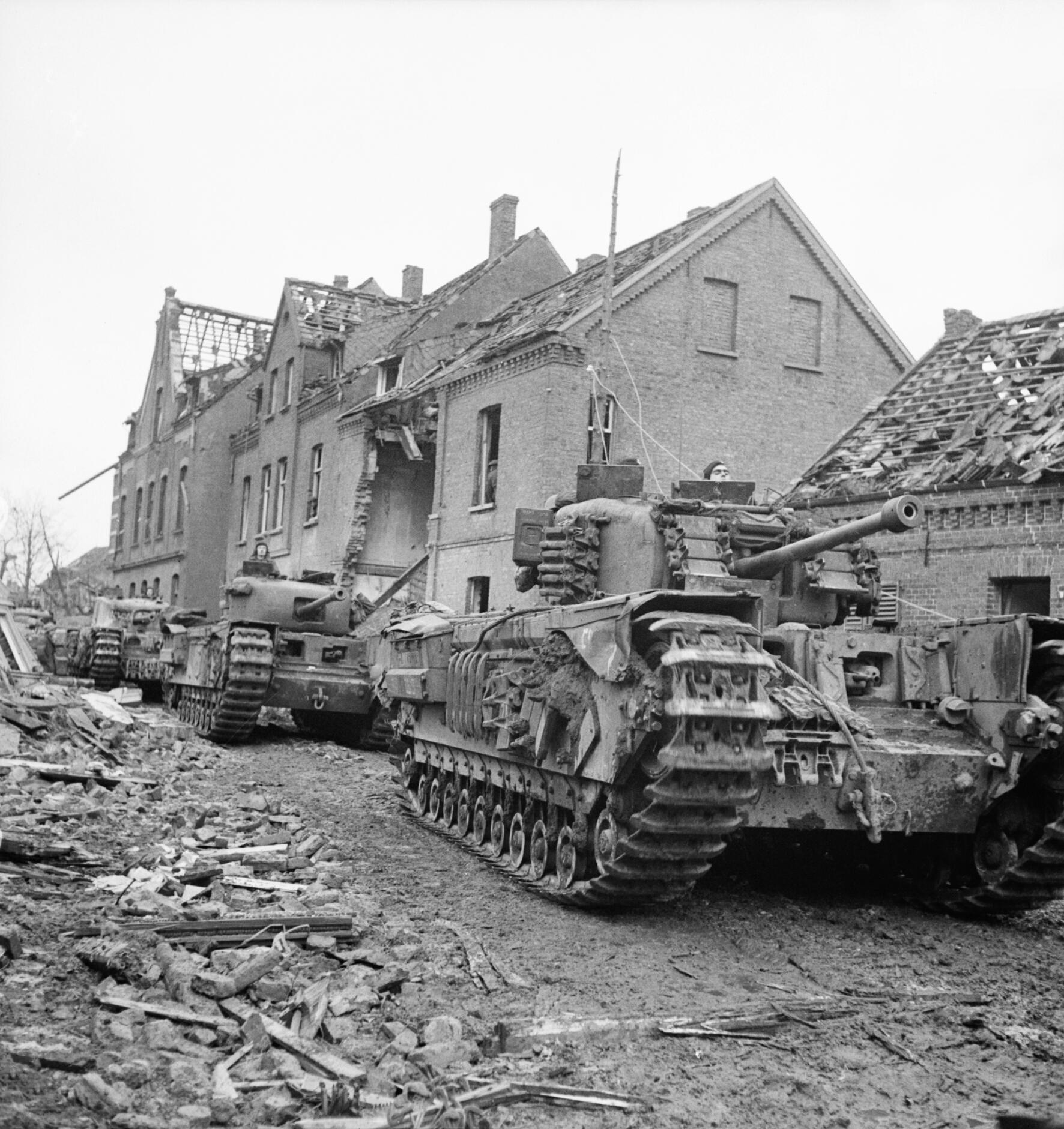
Ein Churchill Mk IX führt am 12. Februar 1945 eine Kolonne durch Kleve. In einem Versuch, die Panzerung zu verstärken, hat die Besatzung zahlreiche zusätzliche Kettenglieder verschiedener Panzertypen am Fahrzeug befestigt.

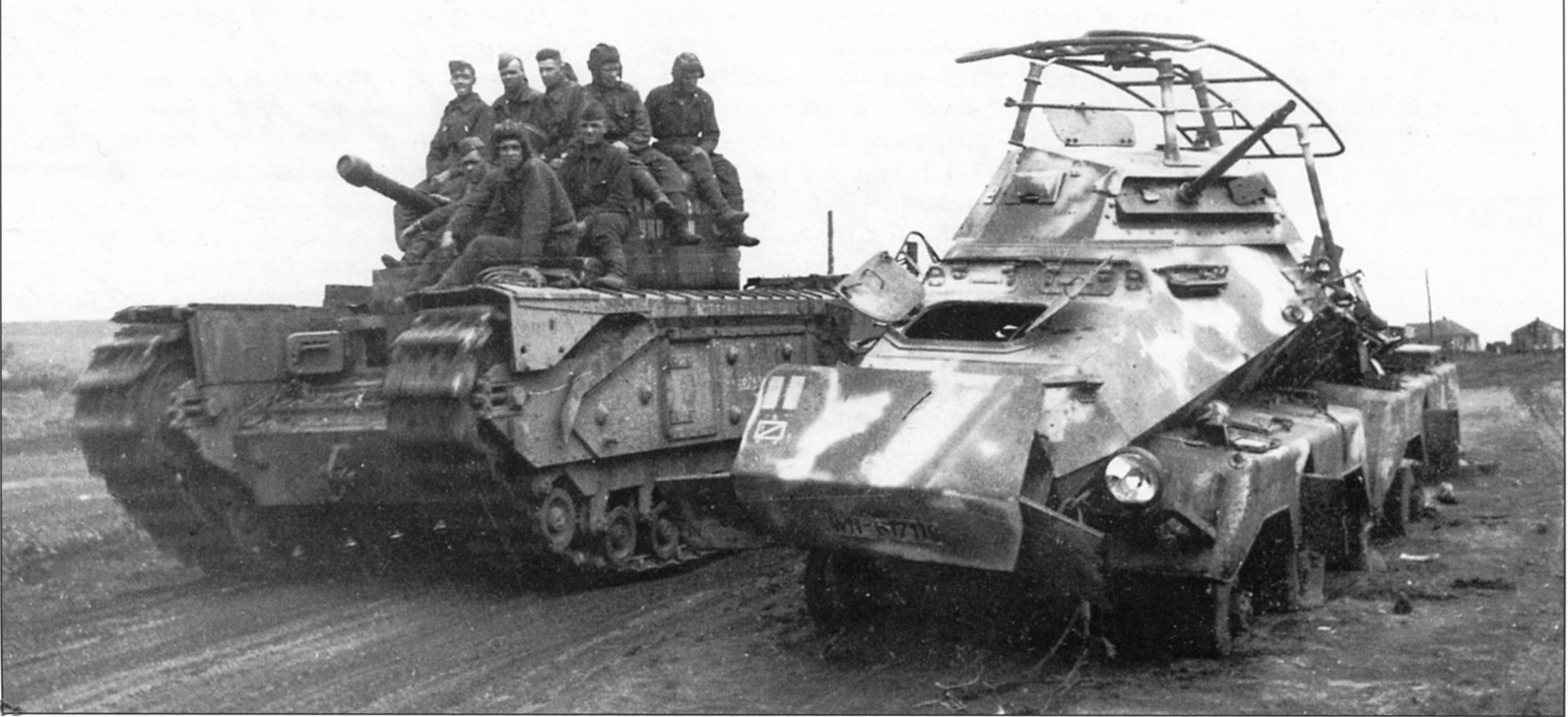
Churchill Mk IV der Roten Armee 1944

Der erste Kampfeinsatz der Churchill-Panzer fand im August 1942 während der Landung bei Dieppe statt. 58 Panzer sollten dabei von LCT-Booten am Strand abgesetzt werden, doch schaffte es nur etwa die Hälfte überhaupt bis an Land. Durch mangelhafte Aufklärung war das den Strand bedeckende Gestein nicht untersucht worden und mehrere Panzer verloren durch Chertbrocken ihre Ketten oder fuhren sich fest. Sämtliche Fahrzeuge, denen es gelang, den Strand zu verlassen, konnten sich mit der panzerbrechenden Munition ihrer 57-mm-Kanonen nur unzureichend gegen betonierte Bunker behaupten. Letztlich gingen alle verloren.
Sechs Churchill Mk III wurden nach Ägypten verschifft, wo das Baumuster erstmals im Oktober und November 1942 im Rahmen der Schlacht von El Alamein an einem Kampfeinsatz teilnahm. Die sechs Fahrzeuge wurden von Major Norris King geführt, was der Truppe die Bezeichnung „Kingforce“ einbrachte. Nach zwei Gefechten wiesen die Panzer 106 Treffer auf, aber nur einer der Churchill-Panzer war zerstört und zwei weitere beschädigt worden. Bei späteren Einsätzen in Nordafrika zur Abwehr des deutschen Angriffs im Februar 1943 (Unternehmen Ochsenkopf) wurde die psychologische Wirkung der scheinbar undurchdringlichen Panzerung auf den Feind und die eigene Infanterie im Einsatzbericht hervorgehoben.
Im späteren Kriegsverlauf fanden die Panzer bei der Landung in der Normandie im Juni 1944 oder im Herbst 1944 in Italien bei den Kämpfen um die Gotenstellung häufig Verwendung. Auch war die nun verfügbare AVRE-Variante des Panzers zur Bunkerbekämpfung geeignet, wobei das Fahrzeug 290-mm-Mörsergranaten aus höchstens 80 Metern Entfernung zum Einsatz brachte. Die gute Geländegängigkeit der Fahrzeuge erwies sich in manchen Fällen – wie beispielsweise bei der Schlacht um Höhe 309 bei Caumont im Juli 1944 – als entscheidend. Obwohl der Churchill in den Kämpfen um die Normandie zu den am schwersten gepanzerten Fahrzeugen gehörte, war er dennoch durch Wuchtgeschosse aus modernen 7,5- und 8,8-cm-Kanonen, selbst an der am besten gepanzerten Frontseite, verwundbar. Hinzu kamen die Hohlladungsgefechtsköpfe von tragbaren Panzerabwehrwaffen wie der Panzerfaust. Die Mannschaften versuchten deshalb, den Schutz der Panzerung durch das Anbringen von Kettengliedern, Laufrollen und anderem zu verbessern. Wissenschaftlich betrachtet ließ sich keine verbesserte Schutzwirkung nachweisen, die Maßnahmen halfen aber der Moral und erhöhten die Bereitschaft, sich feindlichem Feuer auszusetzen. Daher wurde empfohlen, solche Umbauten zu tolerieren.
Im Rahmen des Leih- und Pachtgesetzes erhielt die Sowjetunion vom Spätsommer 1942 an insgesamt 258 Churchill Mk III und Mk IV mit der 6-Pfünder-(57-mm-L/50)-Kanone. Die Sowjets testeten den Panzer und erstellten eine lange Liste konstruktiver und qualitativer Mängel, die ständige Reparaturen nötig machten. Die Panzerung erschien jedoch gut, Bewaffnung und Geschwindigkeit, im Vergleich zu schweren sowjetischen Modellen, zumindest ausreichend. Der Panzer war dennoch nicht sonderlich beliebt und erhielt von den Besatzungen den Beinamen „Feind der Panzersoldaten“.
Die ersten sowjetischen Einsätze des Churchill fanden als Teil der 21. Armee bei der Schlacht um Stalingrad im Januar 1943 statt, wo die Panzer zunächst an der Umschließung der 6. Armee und später am Eindrücken des Kessels bei Gumrak beteiligt waren.
Später nahmen die Fahrzeuge unter anderem an der Panzerschlacht bei Kursk im Sommer 1943 teil. Der letzte Kampfeinsatz von Churchillpanzern in der Roten Armee fand als Teil der 8. Armee bei der Besetzung Tallinns und den Kämpfen um die Moonsund-Inseln im September 1944 statt.
Im Koreakrieg schickten die Briten neben Cromwell- und Centurion-Panzern auch eine Schwadron Churchill-Panzer in der Flammenwerferausführung Crocodile und der AVR-Ausführung als Teil der Truppen der Vereinten Nationen. Sie wurden in Pusan im November 1950 angelandet und im Rahmen der „C“-Schwadron des 7th Royal Tank Regiment (7 RTR) hauptsächlich beim Kampf gegen chinesische Truppen eingesetzt.
Als letzter Staat nutzte Irland den Churchill bis in die späten 1960er-Jahre.

## Versionen
Churchill Mk I (303)
Die Ursprungsversion des Churchills, bewaffnet mit einer 2-Pfünder-Kanone und koaxialem MG sowie einer 3-Zoll-Haubitze in der Wanne. Diese Version war mechanisch sehr anfällig. Des Weiteren waren einige Versionen zur Unterstützung der Infanterie statt mit der 3-Zoll-Haubitze mit einem Flammenwerfer ausgestattet.
Churchill Mk II (1127)
Um Kosten zu sparen, wurde die Haubitze in der Wanne durch ein weiteres Maschinengewehr ersetzt.
Churchill Mk II CS
Bei dieser nur in sehr geringen Mengen gebauten Version wurden die Haubitze im Turm und die Kanone in der Wanne eingebaut.
Churchill Mk III (675)
Die erste große Überarbeitung des Churchill, von nun an mit geschweißtem Turm und einer 6-Pfünder-Kanone als Bewaffnung.
Churchill Mk IV (1622)
Die meistgebaute Variante des Churchill. Einziger größerer Unterschied zum Mk III war ein günstiger zu fertigender Turm.
Churchill Mk V (241)
Ein Churchill mit einer 95-mm-Haubitze im Turm zur Infanterieunterstützung.
Churchill Mk VI (200)
Neben einigen kleineren Verbesserungen wurde der Panzer mit einer 75-mm-Kanone ausgestattet.
Churchill Mk VII (zusammen mit Mk VIII 1600)
Die zweite größere Überarbeitung, nun standardmäßig mit 75-mm-Geschütz. Die Wanne wurde breiter und war deutlich besser gepanzert.
Churchill Mk VIII
Mk VII, ausgestattet mit einer 95-mm-Haubitze
Churchill Mk IX
So wurden Churchill Mk III/IV genannt, deren Türme durch Türme des Mk VII ersetzt wurden. Außerdem wurde die Panzerung verstärkt und Aufhängung sowie Getriebe modifiziert. Wenn die 6-Pfünder-Kanone beibehalten wurde, wurden die Panzer als Churchill Mk IX LT (light Turret) bezeichnet.
Churchill Mk X
Selbes wie oben, mit dem Unterschied, dass Mk VI aufgerüstet wurden.
Churchill Mk XI
Eine Aufrüstung des Mk V mit Mk-VIII-Turm und Zusatzpanzerung.
Churchill AVRE
Bei den Churchill AVRE (Armoured Vehicle Royal Engineers) wurde das Geschütz durch einen 230-mm-Petard-Mörser ersetzt. Außerdem konnten viele Zusatzgeräte wie Minenflegel, Faschinenroller und Minenleger angebracht werden. Nach dem Krieg wurden die Petards durch 165-mm-Geschütze ersetzt.
Churchill ARK
Vom Englisch „Armoured Ramp Karrier“. Ein turmloser Churchill, mit herunterklappbaren Rampen an beiden Seiten und Rampen auf der Hülle, der zum Improvisieren von Überfahrten und Brücken eingesetzt wurde.
Churchill Oke (3)
Churchill II oder III, ausgestattet mit Flammenwerfer. Alle drei gebauten Exemplare gingen bei Dieppe verloren.
Churchill Crocodile (etwa 800)
Churchill VII, bei dem das Bug-MG durch einen Flammenwerfer ersetzt wurde, die Brennstoffe wurden in einem Anhänger mittransportiert.
Churchill ARV
Churchill-Bergepanzer, entweder als Mk I ohne Turm mit Kran oder als Mk II mit fixem Aufbau, 7,5-Tonnen- und 15-Tonnen-Kran und 25-Tonnen-Winde
Churchill NA75 (120)
Bei diesem Churchill wurde die Front des Turms durch die Turmfront eines Shermans mit 75-mm-Geschütz ersetzt.

## Technische Daten
| Churchill Mk III          | Churchill Mk III                                   | Churchill Mk VII  | Churchill Mk VII | Churchill Mk VII |
| 0Allgemeine Eigenschaften |                                                    |                   |                  |                  |
| Besatzung                 | fünf Mann                                          | =                 |                  |                  |
| Gefechtsgewicht           | 39,1 t                                             | 40,1 t            |                  |                  |
| spez. Bodendruck          | 0,92 kg/cm²                                        | 0,94 kg/cm²       |                  |                  |
| Länge                     | 7,35 m                                             | 7,37 m            |                  |                  |
| Breite                    | 3,25 m                                             | 3,33 m            |                  |                  |
| Höhe                      | 2,78 m                                             | =                 |                  |                  |
| Bodenfreiheit             | 53 cm                                              | =                 |                  |                  |
| Kettenbreite              | 55,9 cm                                            | =                 |                  |                  |
| 0Bewaffnung               |                                                    |                   |                  |                  |
| Hauptbewaffnung           | 57-mm-Kanone                                       | 75-mm-Kanone L/40 |                  |                  |
| Sekundärbewaffnung        | 3 × MG                                             | =                 |                  |                  |
| Kampfbeladung HW          | 74 Geschosse                                       | 82 Geschosse      |                  |                  |
| Kampfbeladung MG          | 7575 Schuss                                        | 7125 Schuss       |                  |                  |
| 0Fahrleistung             |                                                    |                   |                  |                  |
| Motor                     | Bedford-„Flat-12“-Ottomotor (180°-V-Zwölfzylinder) | =                 |                  |                  |
| Kühlung                   | Wasser                                             | =                 |                  |                  |
| Hubraum                   | 21,3 l                                             | =                 |                  |                  |
| Bohrung × Hub             | 127 × 140 mm                                       | =                 |                  |                  |
| max. Drehzahl             | 2200 min−1                                         | =                 |                  |                  |
| Leistung                  | 325 PS                                             | 350 PS            |                  |                  |
| Hubraumleistung           | 15,2 PS/l                                          | 16,4 PS/l         |                  |                  |
| Leistung/Gewicht          | 8,3 PS/t                                           | 8,7 PS/t          |                  |                  |
| Getriebe                  | 4V, 1R (vier Vorwärtsgänge, ein Rückwärtsgang)     | =                 |                  |                  |
| Höchstgeschwindigkeit     | 26,4 km/h                                          | 21,7 km/h         |                  |                  |
| Kraftstoffvorrat          | 682 l                                              | =                 |                  |                  |
| Reichweite Straße         | 198 km                                             | 228 km            |                  |                  |
| Reichweite Gelände        |                                                    |                   |                  |                  |
| Lenkung                   | Differential                                       | =                 |                  |                  |
| Laufrollen                |                                                    |                   |                  |                  |
| Federung                  | Schraubenfedern                                    | =                 |                  |                  |
| Wattiefe                  | 91 cm                                              | =                 |                  |                  |
| 0Panzerung                |                                                    |                   |                  |                  |
| Wannenbug                 | 102 mm                                             | 139 bis 152 mm    |                  |                  |
| Wannenseite               | 76 mm                                              | 95 mm             |                  |                  |
| Wannenheck                | 50 mm                                              | =                 |                  |                  |
| Wannendach                | 19 mm                                              | =                 |                  |                  |
| Wannenboden               | 19 mm                                              | 25 mm             |                  |                  |
| Turmfront                 | 89 mm                                              | 152 mm            |                  |                  |
| Turmseite                 | 76 mm                                              | 95 mm             |                  |                  |
| Turmheck                  | 76 mm                                              | 95 mm             |                  |                  |
| Turmdach                  | 19 mm                                              | 20 mm             |                  |                  |

## Galerie

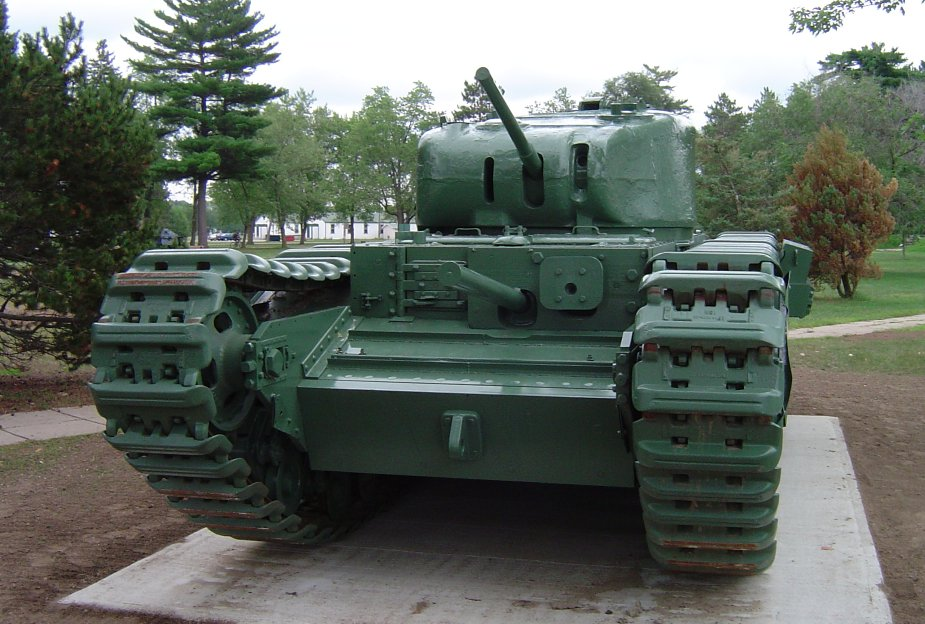
Churchill Mk I mit zusätzlicher Haubitze neben dem Fahrerplatz
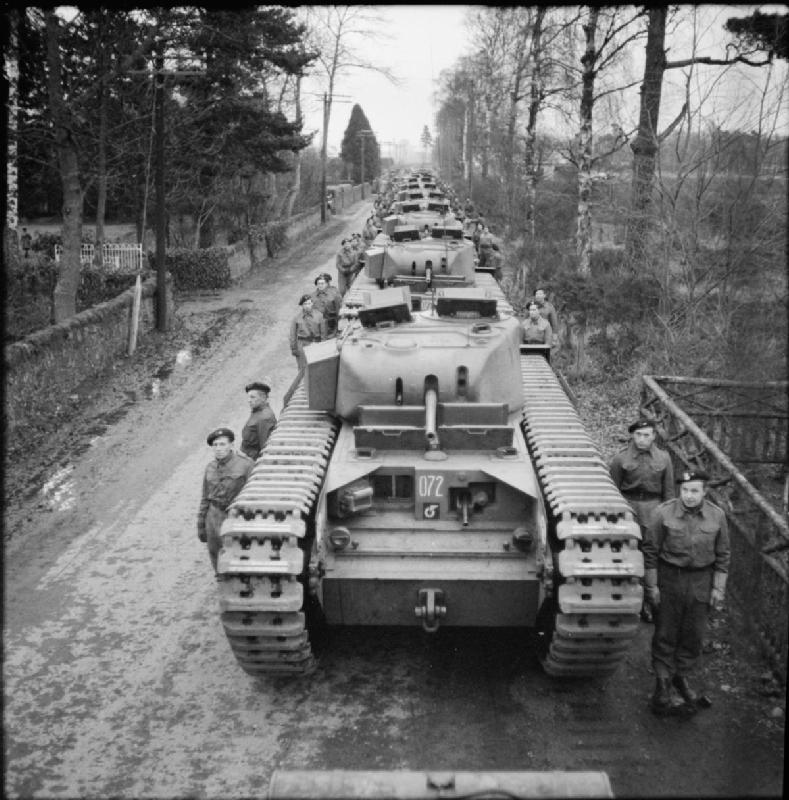
Churchill Mk II
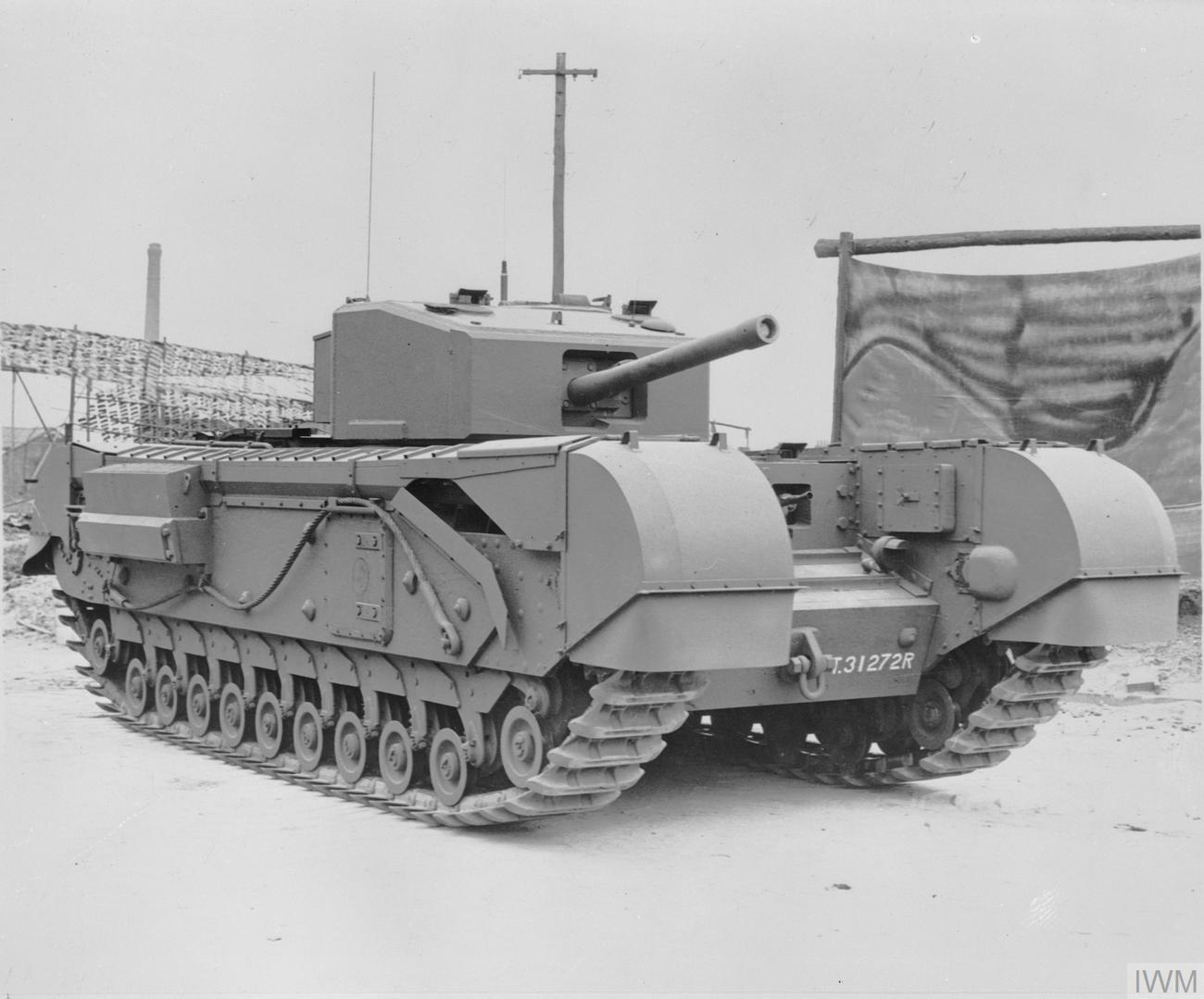
Churchill Mk III
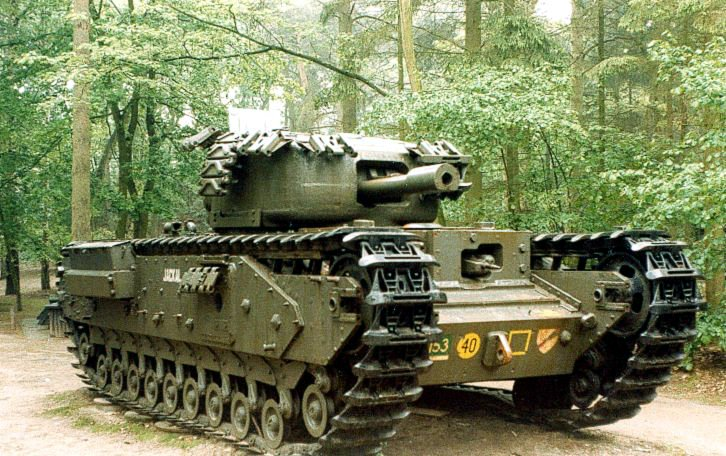
Churchill Mk V
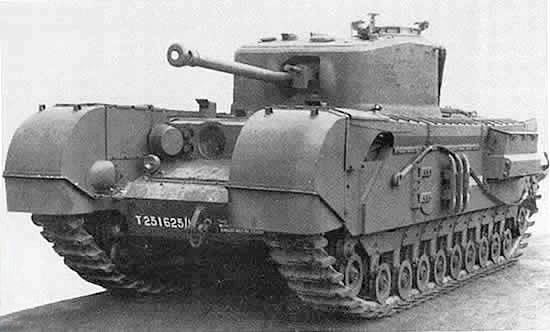
Churchill Mk VII (A22F)
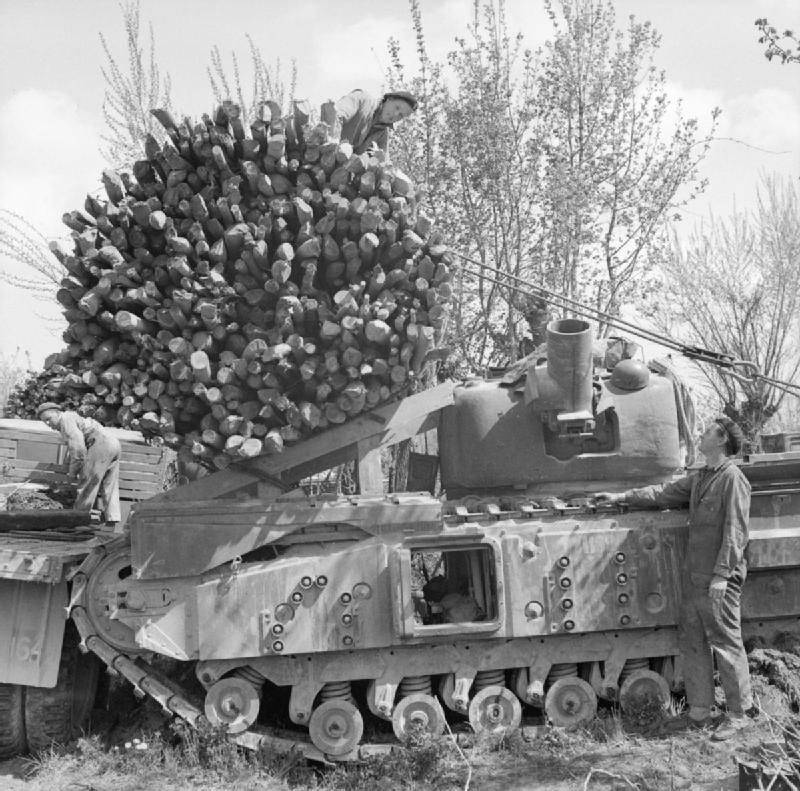
AVRE mit Faschinenbündel am Bug und offenen Seitenluken
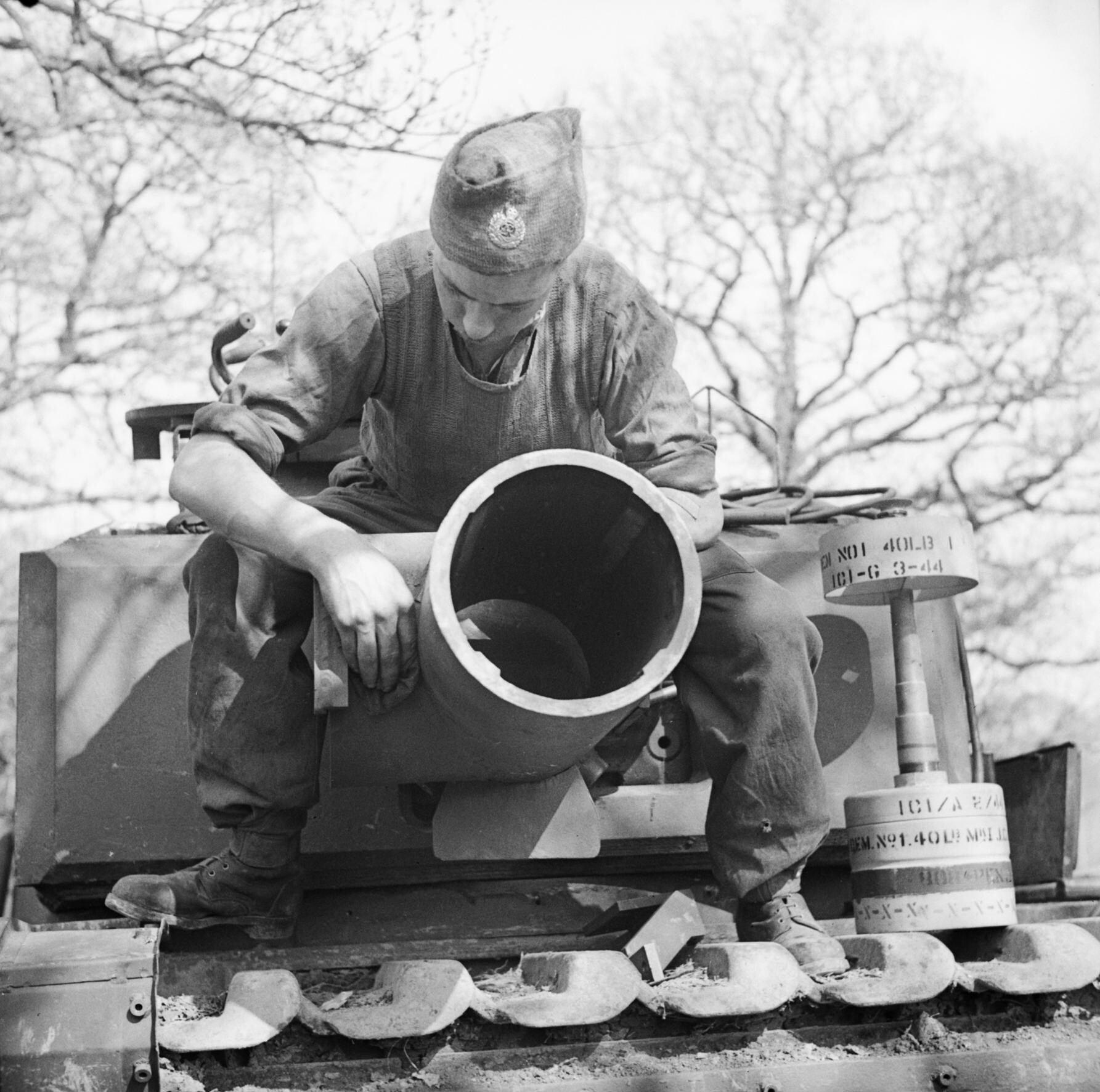
AVRE 290-mm-Petarde-Mörser mit Munition
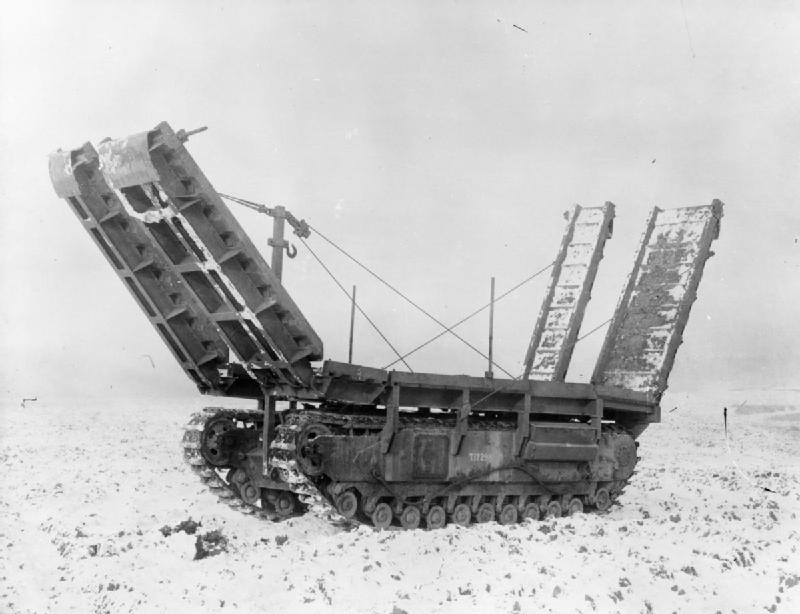
Churchill Ark Mk II
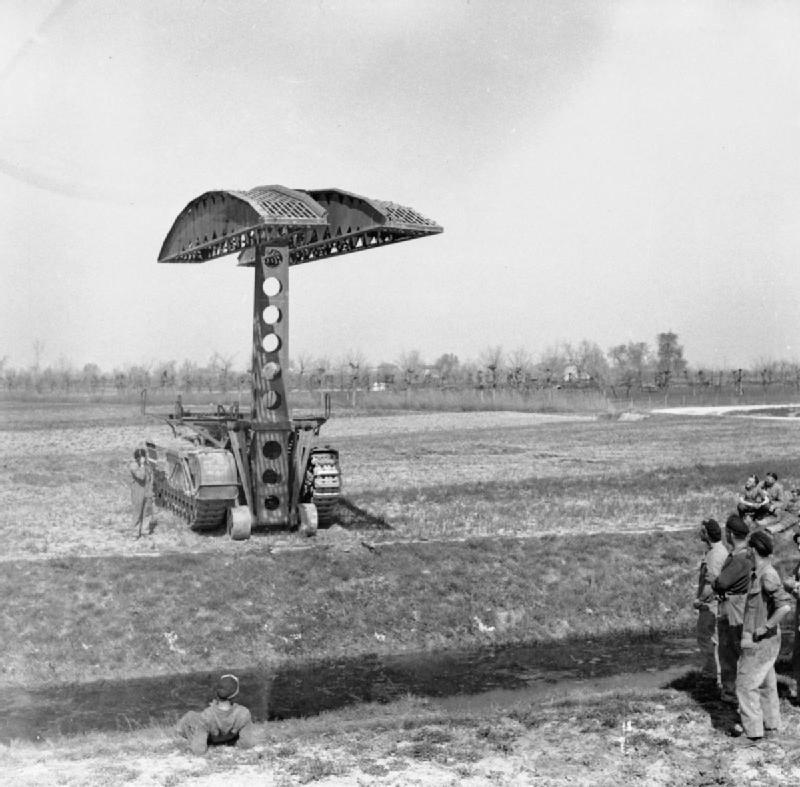
Churchill-Brückenleger
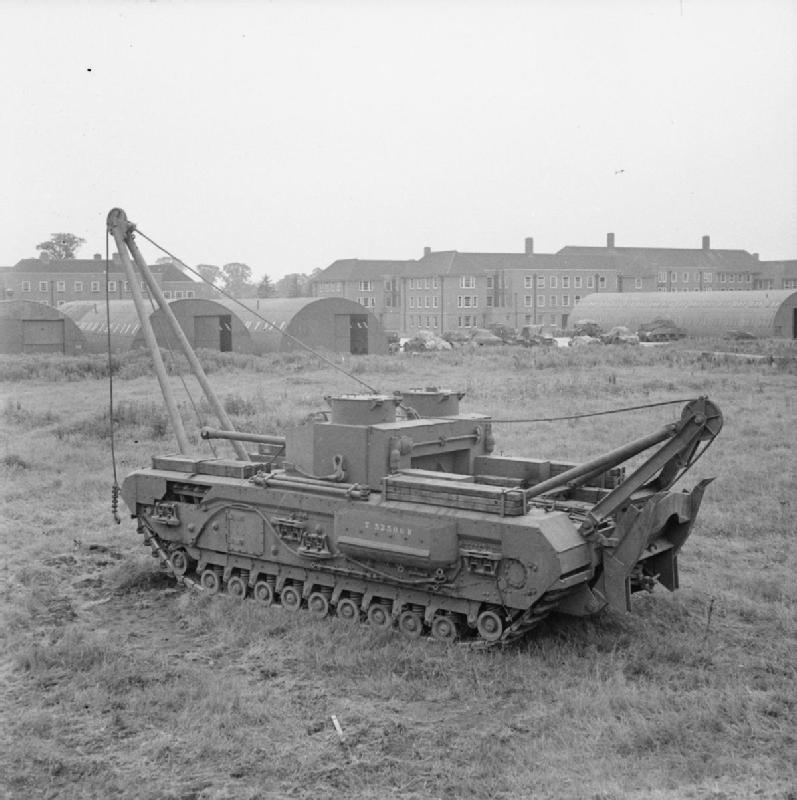
Churchill ARV Mk II
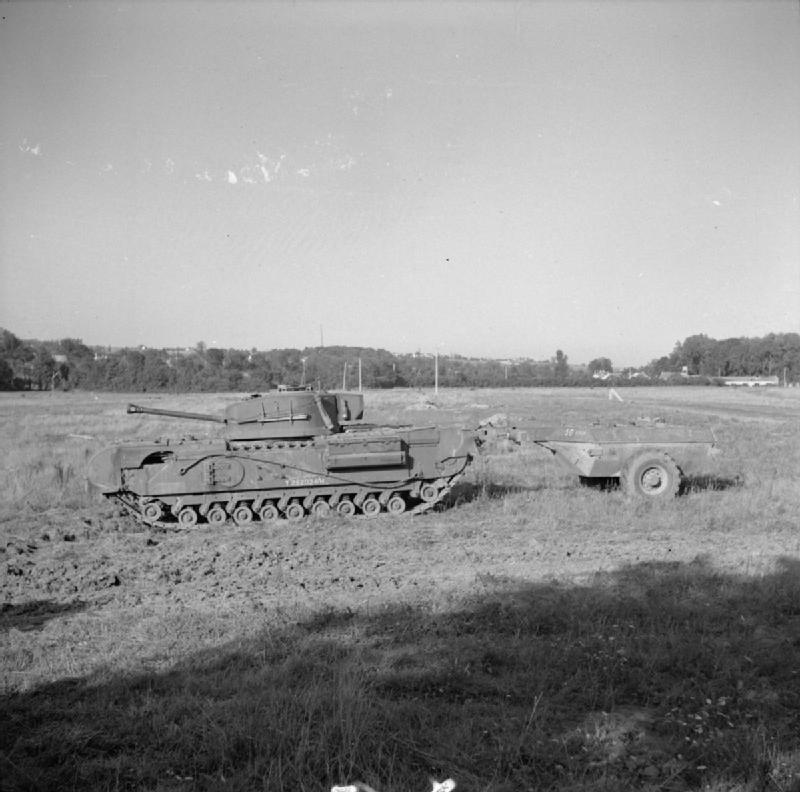
Churchill Crocodile mit Flammölanhänger
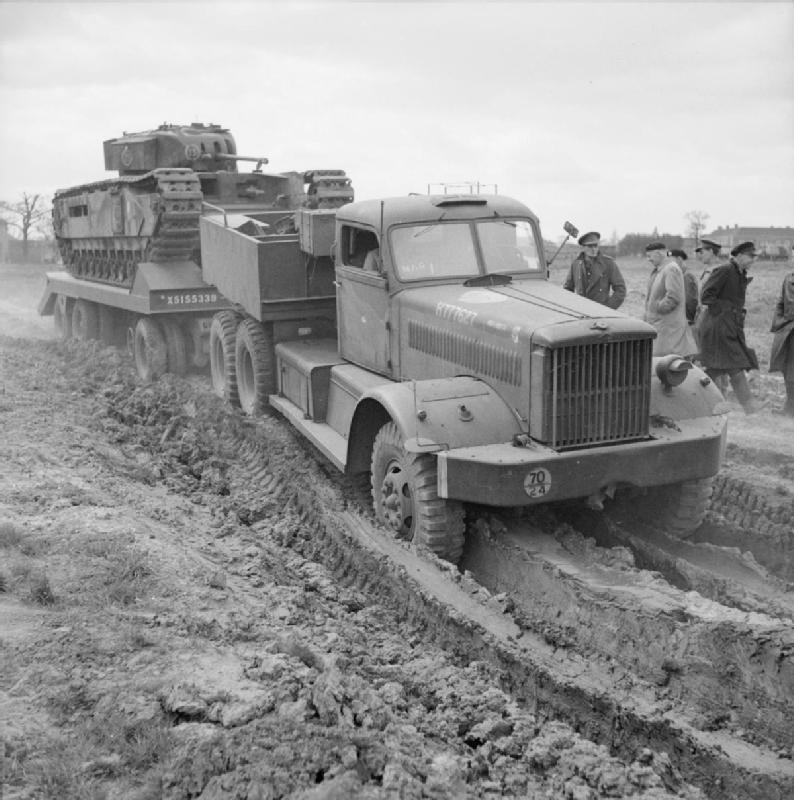
Churchill auf einem Diamond-T-Panzertransporter